# Bataille d'Aclea
La bataille d'Aclea se déroule en 851. Elle oppose l'armée du Wessex, conduite par le roi Æthelwulf, aux envahisseurs danois.
En 851, la Chronique anglo-saxonne mentionne cinq attaques vikings sur le sud de l'Angleterre. Une flotte de 350 navires s'empare des villes de Londres et de Canterbury, et le roi de Mercie Beorhtwulf est repoussé en tentant de les libérer. Les Vikings s'enfoncent ensuite dans le Surrey, où ils sont battus à Aclea(h) par le roi du Wessex Æthelwulf et son fils Æthelbald. D'après la Chronique, cette bataille vit se dérouler « le plus grand massacre qu'ait connu une armée païenne à ce jour [la fin du IXe siècle] ».
Le lieu de la bataille n'a pas été identifié avec certitude. Plusieurs localités ont été proposées comme Ockley dans le Surrey, Oakley Wood, près de Merstham (Surrey), ou encore Oakley dans le Hampshire.